# Beautiful Liar
Singles de Beyoncé et Shakira
Upgrade U
(2007) Hollywood
(2007)
Singles par Shakira
Te lo agradezco, pero no
(2006) Las de la intuición / Pure Intuition
(2007)
Beautiful Liar (en espagnol : Bello Embustero) est une chanson de la chanteuse de RnB américaine Beyoncé et de la chanteuse pop latino colombienne Shakira. La piste est écrite par Beyoncé, Amanda Ghost, Ian Dench, et par les membres de Stargate Mikkel S. Eriksen et Tor Erik Hermansen et est produite par Stargate et Beyoncé pour la réédition de son second album solo, B'Day. Une version en espagnol de la chanson est produite sous le nom Bello Embustero. La piste est mixée par Gustavo Celis et évoque le thème de l'autonomisation féminine. La collaboration entre les deux chanteuses s'est créée quand Beyoncé invite Shakira à enregistrer une chanson pour la réédition de l'album de la chanteuse.
La chanson est le premier single sorti de l'édition deluxe. Elle a la particularité d'avoir eu le record de la meilleure progression dans le Billboard Hot 100 américain jusqu'en 2008. Le single gagne le MTV Video Music Award 2007 de la meilleure collaboration et en 2008 un prix Ivor Novello pour la chanson britannique la plus vendue.

## Genèse
Beyoncé confirme son duo avec Shakira dans une interview avec Univision en décembre 2006. Dans une autre interview avec MTV, elle décrit comment elle rencontra Shakira plusieurs fois dans les différentes cérémonies de prix au cours des années précédentes, et comment elles désiraient collaborer sur une chanson,. Lorsque Beyoncé l'invite à enregistrer une chanson pour la réédition de son second album, B'Day, Shakira est en tournée et a des difficultés à faire correspondre leurs agendas. Malgré cela, « nous l'avons fait parce que nous sommes fans l'une de l'autre et que nous respectons le travail de l'autre. ». Beyoncé et Shakira enregistrent leurs parties respectives dans des studios séparés avec l'ingénieur Gustavo Celis, gagnant d'un Grammy Award.

## Composition
Beautiful Liar est une chanson de RnB contemporain écrite dans la tonalité de sol mineur. La signature rythmique de la musique est « 4/4 », avec un tempo modéré de 96 battements par minute. La voix de Beyoncé s'étend du sol3 au si bémol5.
Beautiful Liar évoque l'autonomisation féminine, en accord avec les thèmes de l'album qui sont le féminisme et la prise de pouvoir par les femmes. Dans les paroles, les deux chanteuses sont charmées par le même homme mais au lieu de se battre pour lui, elles se rendent compte que cet homme ne vaut pas leur temps : « ...il s'agit d'un gars qui a un peu joué avec nous deux, et au lieu de nous disputer pour ce gars, nous disons : oublions-le. Soyons solidaires. C'est un beau menteur. ».

## Sortie
Beautiful Liar fait tout d'abord l'objet d'une fuite sur Internet puis il commence à être joué en radio juste après la première diffusion de la vidéo dans Total Request Live de MTV et dans 106 and Park de BET le 28 février 2007. Le single sort le 28 avril 2007 au Royaume-Uni et le 15 mai 2007 aux États-Unis.
La chanson est produite en plusieurs versions différentes. L'artiste reggaeton portoricain Don Omar enregistre des couplets pour l'un des remixes de la chanson, mais ce remix n'est pas sorti. Au Royaume-Uni, la majorité des stations de radio comme Radio 1 jouent un remix dance de Freemasons qui a un rythme plus élevée, au lieu de la version originale. Une version espagnole intitulé Bello Embustero est produite et apparaît dans quelques sorties locales de l'édition deluxe de B'Day.
Beautiful Liar est nommé pour la meilleure collaboration pop avec chants à la 50e cérémonie des Grammy Awards et la version espagnole de la chanson est nommée lors de la 8e cérémonie des Latin Grammy Awards pour le prix de l'enregistrement de l'année. En Europe, le single gagne le prix de la chanson britannique la plus vendue aux Ivor Novello Awards 2008. Il est jugé admissible à ce prix car même si c'est principalement une chanson américaine, Beautiful Liar inclut les auteurs-compositeurs britanniques Amanda Ghost et Ian Dench,.

## Réception critique

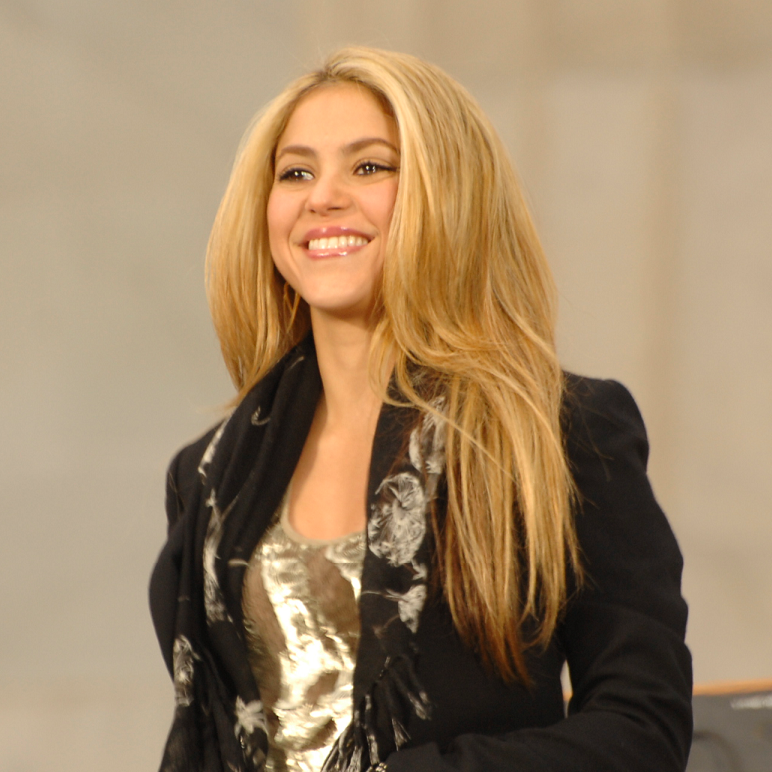
Chris Willman trouve que la voix de Shakira est très proche de celle de Beyoncé..

La chanson reçoit quelques avis de la part de la critique musicale. Chris Willman de Entertainment Weekly déclare dans son analyse de l'édition deluxe de B'Day que « Beautiful Liar est une petite déception ; la voix de Shakira étant trop proche de celle de Beyoncé pour faire un tango vraiment complémentaire. ». Bill Lamb de About.com, quant à lui, écrit que le titre « n'est pas étonnant, mais il a ses charmes. » mais également que « Beautiful Liar trouve un compromis confortable entre le mélange latino-oriental de Shakira et le hip-hop soul contemporain de Beyoncé, le tout sur un rythme énorme à tempo intermédiaire, hypnotique. Les cordes présentes sur le pont « Moyen-Orient » vers la fin sont particulièrement belles. ». Enfin, il dit que leur duo fait penser à celui de Donna Summer et de Barbra Streisand sur No More Tears en 1979 mais qu'« heureusement, Beyonce et Shakira, elles, semblent parvenir à mettre leur comportement de diva de côté pour entrer réellement en collaboration. ».

## Ventes

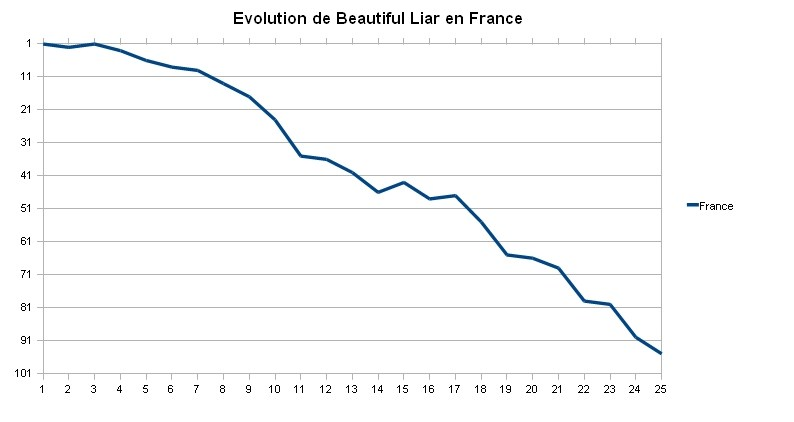
Évolution du classement de Beautiful Liar en France.

Beautiful Liar débute à la 94e position du Billboard Hot 100 grâce principalement aux téléchargements. La semaine suivante, le single progresse de 91 places pour atteindre la troisième position grâce à plus de 150 000 téléchargements vendus, ce qui établit le record de la meilleure progression dans l'histoire du Hot 100, jusqu'à ce que ce record soit dépassé par Britney Spears avec la chanson Womanizer qui passe de la 96e place à la première le 25 octobre 2008,. Dans le Billboard Pop 100, le single augmente de 74 places en passant de la 77e position à la troisième. Beautiful Liar devient également l'un des seuls singles à débuter à la première place des classements Billboard Hot Digital Tracks et Hot Digital Songs. À la mi-mai, le single atteint la première place du Billboard Hot Singles Sales ce qui en fait le cinquième de B'Day à atteindre cette position. En février 2009, Beautiful Liar est certifié disque de platine par le Recording Industry Association of America pour plus d'un million d'exemplaires vendus.
Le single a de meilleurs résultats dans les marchés musicaux internationaux où il atteint la première place dans 32 pays. Il devient un autre succès mondial de Shakira et Beyoncé, qui ont toutes deux déjà sorti des singles numéro un avant Beautiful Liar : Beyoncé avec Déjà Vu et Shakira avec Hips Don't Lie. Au Royaume-Uni, la version de la chanson remixée par Freemasons est largement diffusée par les stations de radio dont BBC Radio 1, où elle est placée sur leur programmation quotidienne. Elle fait ses débuts, deux semaines avant la sortie du CD, dans le UK Singles Chart à la 10e place, ce qui fait le meilleur début pour Beyoncé et pour Shakira dans le Royaume-Uni Singles Chart et cela grâce uniquement aux téléchargements. Le single se vend à 37 500 exemplaires dans sa première semaine. Exactement deux semaines après sa sortie physique, le single atteint la première place, ce qui en fait le troisième single numéro un de Beyoncé et le second de Shakira et il reste à cette position pendant trois semaines. Le 20 juin 2007, le single est certifié disque d'argent au Royaume-Uni pour plus de 200 000 exemplaires vendues. Grâce à ces ventes, la chanson est le 12e single le plus vendu au Royaume-Uni en 2007, et reste 24 semaines dans le Top 100.
En Australie, le single atteint la cinquième place, et est le 51e single avec le plus de succès en 2007. L'Australian Recording Industry Association certifie Beautiful Liar disque de platine pour 70 000 exemplaires vendues. Enfin, la chanson débute à la première place en Nouvelle-Zélande.

## Clip vidéo

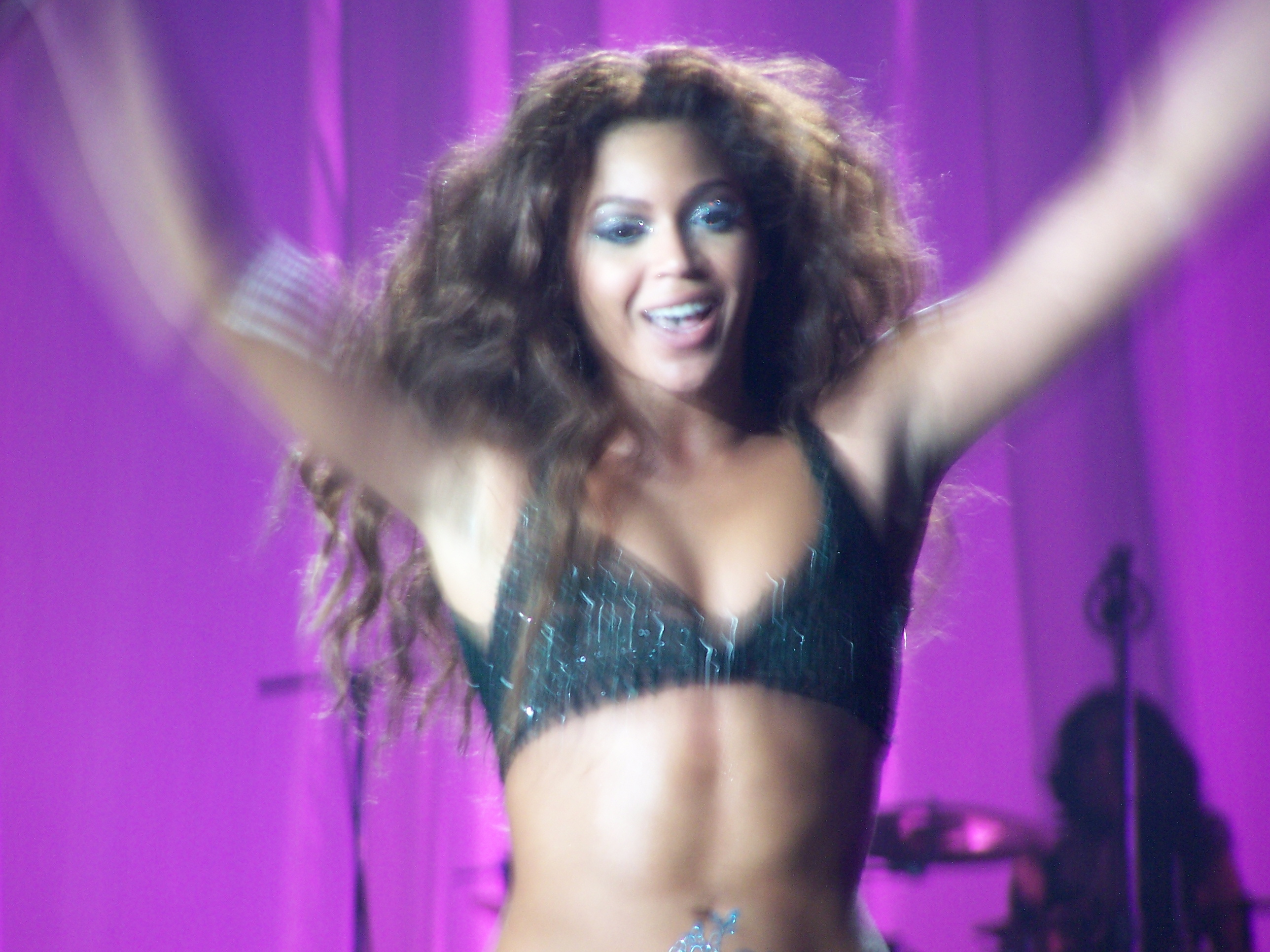
Beyoncé interprétant Beautiful Liar à Barcelone en Espagne, durant la tournée de 2007 The Beyoncé Experience.

Le clip vidéo de Beautiful Liar filmé en janvier 2007. est réalisé par l'Anglais Jake Nava ,  qui avait déjà réalisé d'autres clips de Beyoncé. Il se tourne en deux jours seulement, durant les deux semaines de production du DVD B'Day Anthology Video Album. Le calendrier est mouvementé et l'équipe de production n'a pas suffisamment de temps pour travailler sur la chorégraphie. Elle est dont créée en grande partie par Shakira, qui montre rapidement la chorégraphie et les mouvements de danse orientale à Beyoncé et grâce à cela, la répétition ne dure que quarante minutes. L'idée de jouer une ressemblance provient de Beyoncé, qui a vu une fois un garçon danser, comme s'il se produisait devant un miroir, jusqu'à ce qu'elle réalise qu'il dansait avec une autre personne.
La première moitié de la vidéo met en scène Beyoncé et Shakira dans des plans séparés. Le clip commence par les visages des deux chanteuses masquées par de la fumée. L'environnement change progressivement pour chacune avec l'aube pour Beyoncé et le crépuscule pour Shakira ; puis des feuilles soufflées par le vent, des bambous recouverts d'orchidées jaunes, une chambre avec un éclairage au néon bleu et avec des écritures avestiques sur les murs, et enfin un ciel orageux. Une danse lente, ainsi qu'une danse du ventre, sont fréquemment intégrées tout au long de la vidéo. Les deux femmes portent des coiffures et des tenues noires similaires pendant la totalité de la vidéo.
La vidéo est diffusée pour la première fois le 28 février 2007 (le même jour que pour la vidéo de Upgrade U) sur 106 & Park et sur TRL. Beautiful Liar est nommé pour le prix de la vidéo de l'année aux BET Awards en 2007 mais perd contre un autre clip vidéo de Beyoncé, Irreplaceable,. Aux MTV Video Music Awards de 2007, il gagne le prix de la « meilleure collaboration fracassante » (Most Earthshattering Collaboration), qui est une nouvelle catégorie incluse dans cette cérémonie. Durant l’évènement, Beyoncé reçoit le prix seul car Shakira est au Canada à ce moment-là.

## Liste des pistes

### Single États-Unis
1. Beautiful Liar (avec Shakira) : 3:21
2. Beautiful Liar (Bello Embustero) (Version espagnole) : 3:22
3. Beautiful Liar (Version espanglaise) (avec Sasha Fierce alias Beyoncé) : 3:21
4. Beautiful Liar (Instrumentale) - 3:19

### Single Australie
1. Beautiful Liar (avec Shakira) : 3:19
2. Beautiful Liar (Freemasons Remix Edit) (avec Shakira) : 3:27

### Single Europe
1. Beautiful Liar (avec Shakira) : 3:19
2. Beautiful Liar (Freemasons Remix Edit) (avec Shakira) : 3:27
3. Irreplaceable (Maurice Joshua Remix Edit) : 4:03
4. Déjà Vu (Freemasons Radio Mix) : 3:15
5. Beautiful Liar (Vidéo) : 3:34

## Remixes
- Radio Mix/Radio Version
- Freemasons Radio Vox
- Freemasons Club Vox
- Freemasons Dub Vox
- Freemasons Club Edit
- Maurice Joshua New Main
- Maurice Joshua New Instrumental
- Karmatronic Remix
- Karmatronic Radio

## Classements
| Pays                            | Meilleure position |
| ------------------------------- | ------------------ |
| Australie                       | 5                  |
| Autriche                        | 2                  |
| Belgique (Néer.)                | 2                  |
| Belgique (Fr.)                  | 5                  |
| Canada                          | 2                  |
| République tchèque              | 8                  |
| Danemark                        | 4                  |
| Écosse                          | 1                  |
| Pays-Bas                        | 1                  |
| Europe                          | 1                  |
| Finlande                        | 2                  |
| France                          | 1                  |
| Allemagne                       | 1                  |
| Hongrie (Radios)                | 1                  |
| Hongrie (Dance)                 | 36                 |
| Hongrie                         | 4                  |
| Irlande                         | 1                  |
| Italie                          | 1                  |
| Nouvelle-Zélande                | 1                  |
| Norvège                         | 2                  |
| Slovaquie                       | 11                 |
| Suède                           | 6                  |
| Suisse                          | 1                  |
| Royaume-Uni                     | 1                  |
| Royaume-Uni (R&B Chart)         | 1                  |
| Billboard Hot 100               | 3                  |
| Billboard Radio Songs           | 26                 |
| Billboard Hot Dance Club Songs  | 1                  |
| Billboard Latin Songs           | 10                 |
| Billboard Hot R&B/Hip-Hop Songs | 70                 |

| Pays                          | Meilleure position |
| ----------------------------- | ------------------ |
| Australie                     | 51                 |
| Australie (Classement urbain) | 9                  |
| Autriche                      | 29                 |
| Belgique (Néer.)              | 18                 |
| Belgique (Fr.)                | 29                 |
| Pays-Bas                      | 13                 |
| Allemagne                     | 28                 |
| Grèce                         | 17                 |
| Nouvelle-Zélande              | 37                 |
| Suisse                        | 11                 |
| Royaume-Uni                   | 12                 |

| Pays (Certificateur) | Certification |
| -------------------- | ------------- |
| Australie (ARIA)     | Platine       |
| Belgique (IFPI)      | Or            |
| Danemark (IFPI)      | Platine       |
| Allemagne (BVMI)     | Or            |
| Espagne (Promusicae) | 3 × Platine   |
| États-Unis (RIAA)    | Platine       |
| Royaume-Uni (BPI)    | Argent        |